# إماراتيون
الإماراتيون، هم السكان المواطنون في دولة الإمارات العربية المتحدة، ويبلغ عددهم داخل الدولة حوالي 1.15 مليون نسمة.
عرفت الإمارات سابقًا باسم "الإمارات المتصالحة"، وهي تتكون من سبع إمارات، لكلٍ منها أسرة حاكمة. فقد كانت أبوظبي موطنًا لاتحاد قبائل بني ياس؛ واستقرت في دبي عام 1833 فرع من بني ياس يُعرف باسم "آل بوفلاسة"؛ أما الشارقة ورأس الخيمة فهما موطن "القواسم" أو "القاسمي"؛ وعجمان تسكنها قبيلة "النعيم"؛ وأم القيوين تنتمي إلى "آل علي"؛ فيما تنتمي الفجيرة إلى "الشرقيين".
يمثل الإماراتيون مجتمعًا متنوعًا من حيث الخلفيات العرقية والثقافية والقبلية. فعلى الرغم من توحدهم تحت مظلة المواطنة الإماراتية، فإن أصولهم العرقية تمتد لتشمل الجذور العربية والفارسية وشمال أفريقيا. ويعود هذا التنوع إلى التفاعلات التاريخية، والهجرات، والغزوات، وروابط التجارة التي شكّلت البنية الديموغرافية للإمارات.
تُعد اللغة العربية الإماراتية واللغة الإنجليزية اللغتين الرئيسيتين للتواصل بين أفراد المجتمع الإماراتي، إلا أن هناك لغات أخرى تُستخدم بين بعض الأقليات، مثل اللغة العجمية، والبلوشية، والسواحلية.
يُعتبر الإسلام، بصفته الدين الرسمي للدولة، عنصرًا محوريًا في المجتمع الإماراتي، إذ يشكل مرجعية توجيهية في الحياة اليومية، والحكم، والتعبير الثقافي. وتظهر الأسس الروحية والأخلاقية للهوية الإماراتية من خلال بناء المساجد، ومراعاة الشعائر الدينية، والتمسك بالمبادئ الإسلامية. ويُشكّل المسلمون غالبية السكان الإماراتيين، حيث يُقدّر أن حوالي 90% منهم من السنة، بينما ينتمي 10% إلى المذهب الشيعي. ويتبع السنّة الإماراتيون مذاهب فقهية إسلامية مختلفة؛ إذ يتبع بنو ياس في أبوظبي ودبي تقليديًا المذهب المالكي، فيما تتبع إمارات الشارقة وأم القيوين ورأس الخيمة وعجمان المذهب الحنبلي، وتتبع الفجيرة المذهب الشافعي.

## التاريخ

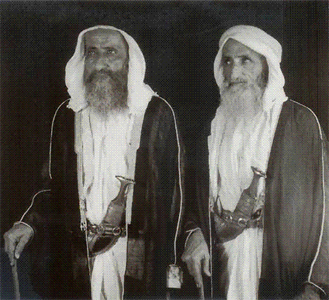
الشيخ جمعة آل مكتوم (يسار) والشيخ سعيد بن مكتوم آل مكتوم (يمين) من آل مكتوم

الإمارات العربية المتحدة هي اتحاد من سبع إمارات يتشابك تاريخها مع إمبراطوريات مختلفة، مثل إمبراطوريات البرتغال والمملكة المتحدة. كما مارس الرومان نفوذهم في الخليج العربي. رأى مبعوثون من النبي محمد أن الجزر تتحول إلى الإسلام حوالي 630 م.
دخل في الإسلام قبائل منطقة الإمارات منذ عهد النبي محمد، وكان قد أوفد عمرو بن العاص وأبو العلاء الحضرمي لنشر الدعوة في مناطق شرق الجزيرة بدءاً من عُمان وصحار وحتى البحرين. بعد وفاة النبي، ارتدت بعض القبائل في منطقة عمان وما جاورها، واستطاع جيش الخليفة أبو بكر الصديق بقيادة عكرمة بن أبي جهل وحذيفة بن محصن البارقي وعرفجة بن هرثمة البارقي من سحق المرتدين بقيادة لقيط بن مالك في معركة اندلعت بالقرب من مدينة دبا في إمارة الفجيرة حاليًا. خلال عهد الخلافة الأموية، ازدهر ساحل الإمارات بوصفه طريقًا مائيّاً للملاحة والتجارة البحرية، ونشطت صناعة السفن، وعثر في حي جميرا ضمن دبي الحالية على بقايا مدينة أموية كانت عقدة للطرق التجارية المتجهة نحو الهند وسواحل جنوب إيران وسواحل أفريقيا الشرقية، وكان لجلفار الواقعة على ساحل الإمارات شمال مدينة رأس الخيمة دوراً مماثلاً، وقد عثر في جلفار على بيوت سكنية وأربعة مساجد ترقى للقرن العاشر الميلادي، الرابع الهجري هي أقدم آثار العمارة الإسلامية في ساحل الإمارات. بعد تفكك الدولة العباسية وضعفها، وبُعد ساحل الإمارات عن العاصمة أفضى لظهور نوع من الاستقلال الذاتي في إدارة الشؤون الداخلية للسكان، والتي استمرت متمركزة حول القبيلة؛ وتعدّ الفترة اللاحقة لسقوط الدولة العباسية في بغداد فترة مظلمة في تاريخ الإمارات، إذ لم يترك المماليك ومن ثم العثمانيون آثاراً ظاهرة على الساحل الشرقي للجزيرة العربية.
في القرن السادس عشر، حارب البرتغاليون السلالة الصفوية القوة المهيمنة آنذاك في الخليج العربي من أجل السيطرة على المنطقة، رغم أنه بعد إكتشاف رأس الرجاء الصالح أصبحتا مدينتي إمارة رأس الخيمة وخور فكان على الساحل الشرقي لعُمان مهجورتين إذ فقدتا مكانتهما بعد أن كانا ميناءً بحرياً هاماً وأخذت التقاليد التجارية العربية بالإنقراض في المنطقة تدريجياً،  وقد نشأت في الفترة نفسها مراكز بشرية تجارية على ساحل عمان أقامها البرتغاليون، وكذلك قلاع وحصون لضمان السيطرة على ساحل بحر العرب، والتي تطورت لمعارك عسكرية، فقد دمرت خور فكان عام 1506 على يد ألفونسو دي ألبوكيرك.
بعد نحو قرنين من شبه السيطرة البرتغالية على المنطقة، توحد شرق الخليج تحت قيادة الإمام ناصر بن مرشد اليعربي مؤسس دولة اليعاربة التي شملت عُمان والإمارات وأجزاء كبيرة من شرق أفريقيا وعاصمتها الرستاق والتي تمكنت من إخراج البرتغاليين من المنطقة وإضعاف نفوذهم فيها وساهم ذلك في صعود المملكة المتحدة ومملكة هولندا الذين أجهزوا الوجود البرتغالي وانفردوا بالسيطرة على المنطقة في معركة بحرية حاسمة عام 1625 بالقرب من بندر عباس.
مع انحلال دولة اليعاربة وانكفاء البرتغاليين، صعد نجم سكان المنطقة في الإدارة، وأهمها حلف من قبائل بني غافر بزعامة القواسم ومركزهم في رأس الخيمة والشارقة، ثم انتشروا نحو مناطق واسعة من شرق الخليج العربي بساحليه الشمالي التابع حاليًا لإيران والجنوبي، وتميزوا بوصفهم قوّة بحرية. والقوة الثانية هم بنو ياس وحلفائهم من القبائل ضمن الحلف الهناوي،  وقد أطلق على هذا الحلف اسم «تحالف بني ياس»، وتزعمه آل بوفلاح التي ينحدر منها آل نهيان حكام إمارة أبوظبي، وآل بوفلاسة والتي ينحدر منها آل مكتوم حكام إمارة دبي. في تلك المرحلة لم تتجاوز أعداد سكان المنطقة 72,000 نسمة، وكانت المنطقة تُعرف حتى الخمسينات من القرن العشرين باسم إمارات ساحل عمان؛ أما الإنجليز فكانوا يسمونها «ساحل القراصنة» حتى أبرمت اتفاقية السلام الدائم عام 1853.
بحلول القرن التاسع عشر، سيطرت الإمبراطورية البريطانية بشكل كامل على الأرض التي كانت تسمى في ذلك الوقت الإمارات المتصالحة.
كان السكان يقطنون في قرى صغيرة متناثرة على ساحل رأس الخيمة والشارقة ودبي وأبوظبي، وبنوا حصونًا لحماية أنفسهم في مناطق التجمع السكاني الرئيسية، أما عماد الاقتصاد فكان صيد السمك واللؤلؤ؛ وقد اعتبرت المملكة المتحدة المنطقة جزءًا من إمبراطوريتها التجارية، وهو ما ساهم في اندلاع عدد من المعارك البحرية بين الأسطول البريطاني وأسطول القواسم المكون من 60 سفينة،  بكل الأحوال فقد انتهت العلاقة المتوترة مع بريطانيا بالتوقيع على اتفاقية السلام الدائم عام 1853 لتحقيق السلام البحري وفض النزاعات القبلية واستقلال القبائل في إدارة شؤونها الداخلية، وقد عدلت الهدنة عام 1892 التي منحت بريطانيا شؤون الدفاع والعلاقات الخارجية، مع احترام سيادة مشايخ الإمارات المتصالحة أو إمارات الساحل المتصالح،  وقد استمر العمل بهذه الاتفاقية حتى 1971، وقد ساعد الاستقرار بعد توقيع اتفاقية التحالف والصداقة مع بريطانيا على تشكّل الإمارات السبعة بالشكل المعروفة عليه اليوم.
عانت البلاد خلال مرحلة 1920 - 1930 من كساد تجاري لاسيّما مع تراجع أهمية اللؤلؤ وبروز اللؤلؤ الصناعي فضلاً عن الضرائب الباهظة التي فرضت عليه في دول التسويق. في عام 1952 اندلع ما يعرف بحرب البريمي، وهي خلاف حدودي بين إمارة أبو ظبي وعمان والمملكة العربية السعودية، قاد الحركة الشيخ صقر بن سلطان آل حمود النعيمي حاكم البرمي آنذاك متحالفًا مع عدة قبائل؛ إلا أن حداثة أسلحة الإنجليز مكنتهم من السيطرة على المنطقة وذلك في أكتوبر 1955، وإنهاء الحرب بترسيم الحدود بين الدول الثلاث.
اكتشف النفط في عام 1959. كانت الإمارات المتصالحة تحت سيطرة الإمبراطورية البريطانية حتى عام 1971. ونتيجة لذلك، مع ضعف السيطرة البريطانية، أصبحت الإمارات المتصالحة دولة الإمارات العربية المتحدة في عام 1971 وانضمت إمارة رأس الخيمة إليها في عام 1972.
كل إمارة يحكمها شيخ. تشكل قبيلة بني ياس أساس العديد من العشائر داخل الإمارات العربية المتحدة. تشمل العشائر الفرعية لبني ياس
- آل بوفلاح التي ينحدر منها آل نهيان حكام إمارة أبوظبي
- آل بوفلاسة والتي ينحدر منها آل مكتوم حكام إمارة دبي

يشير مصطلح «إماراتي» أيضًا إلى العرب من أصول إماراتية. العديد من الأسماء الإماراتية الحديثة مستمدة من هذه الأسماء القبلية أو فروع هذه القبائل، على سبيل المثال المزروعي (من المزاريع) والنعيمي (من نعيم) والشرقي (من الشرقية).

## الإماراتية
الإماراتية هي مناصرة الهوية الوطنية الإماراتية. قدمت الحكومة مخططًا لتعزيز الإماراتية من خلال منحهم وظائف في القطاع الخاص وتشجيعهم على الانضمام إلى مؤسسات القطاع الخاص في مكان العمل. يتم تحقيق ذلك من خلال عدة وسائل، مثل زيادة وضوح الثقافة الإماراتية، من خلال الحفاظ على الهوية الثقافية الإماراتية، وتفضيل الإماراتيين في القوى العاملة يشار إلى السياسة الأخيرة باسم التوطين من قبل الحكومة.
تقوم الحكومة بحملات نشر الوعي بالهوية الوطنية الإماراتية وغرس قيم الهوية الإماراتية ومفاهيمها وثوابتها الدينية والثقافية، والتعريف بطبيعة المجتمع الإماراتي وعاداته وتقاليده.
تقول حكومة دولة الإمارات العربية المتحدة إنها تهدف إلى توظيف جهودها وطاقاتها في بناء الإنسان، من خلال السعي لتمكين الفئات الضعيفة من الاندماج والمشاركة الفاعلة في المجتمع، وتعزيز استقرار الأسرة الإماراتية وتقوية الصلات الاجتماعية، وكذا تشجيع المشاركة والمسؤولية المجتمعية بما يعزز الشراكة الفاعلة بين القطاع الحكومي والأهلي والخاص، بالإضافة إلى ضمان تقديم كافة الخدمات الإدارية وفق معايير الجودة والكفاءة والشفافية.
كما أولت الإمارات عناية كبيرة بالمواطنين من ذوي الاحتياجات الخاصة (المعاقين)؛ فوضعت القوانين الدستورية لرعاية هذه الفئة كما حثت على إقامة المشاريع والمؤسسات التي تهتم بشؤونهم، وتعمل على تأهيلهم ودمجهم في مجتمعهم. من جانب آخر، اهتمت الدولة بشكل واضح بفئة الأطفال النساء من خلال الاهتمام بوضعيتهم وحقوقهم داخل المجتمع، عبر مقتضيات الدستور والعديد من المؤسسات التي تم إحداثها لهذا الغرض.

## الرموز الوطنية

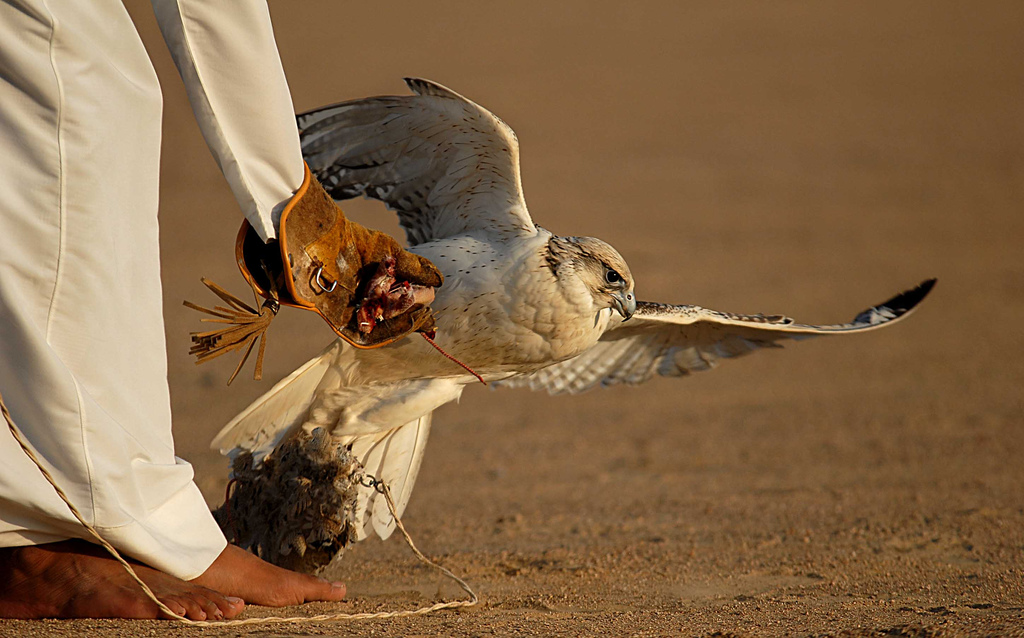
صياد مع صقره في الإمارات العربية المتحدة

### الصقارة
يعتبر الإمارتيون الصقارة والتي تعني تربية الصقور والصيد بها، رمزًا وطنيًا وتقليدًا تاريخيًا. فتربية وتدريب الصقور هو أحد الرموز الوطنية لدولة الإمارات العربية المتحدة. يمكن رؤية هذه الطيور على شعار دولة الإمارات العربية المتحدة. وقد كان الإمارتيون يستخدمون الصقور للصيد التقليدي، وتدربها القبائل البدوية. حيث تنتقل تربية الصقور من جيل إلى جيل، حيث يصطحب المربون معهم أبناءهم عند الخروج للصيد لتدريبهم على السيطرة على الطائر وإقامة علاقة ثقة معه.
أدرجت منظمة اليونسكو تربية الصقور ضمن قائمة 2010 للتراث اللامادي للإنسانية، والبلدان المعنية بهذه التربية كما وردت في القائمة هي: الإمارات العربية المتحدة وبلجيكا والجمهورية التشيكية وفرنسا وجمهورية كوريا ومنغوليا المغرب قطر السعودية وإسبانيا سوريا. وجاء في النص الصادر بهذه المناسبة أن تربية الصقور «باتت تترافق مع روح الصداقة والمشاركة، أكثر من اعتبارها مصدر رزق. تتركز أساسًا على طول خطوط الهجرة وممراتها. يمارسها أشخاص من كل الأعمار، رجالاً أو نساءً، هواة أو محترفين. يطور مربو الصقور علاقة قوية ورابطًا روحيًّا مع طيورهم». كما جاء في موقع اليونسكو أيضا أن تربية الصقور تشكل «قاعدة لتراث ثقافي أوسع، يشمل الأزياء التقليدية، والغذاء، والأغاني، والموسيقى، والشعر والرقصات».

### القومية الإماراتية
ينظر معظم الإماراتيين إلى الشيخ زايد على أنه عنصر أساسي في القومية الإماراتية، فالإماراتيون فخورون بالاسم العالمي لبلدهم المرتبط بالآفاق السياحية، ويفضلون التفاعل مع زملائهم المواطنين، ومعظمهم يعرفون استعمال الحاسوب، ومن شبه المؤكد أن الإماراتيون البالغون الذين ولدوا في القرن الحادي والعشرين ثنائيوا اللغة

### الموروث المادي
هناك العديد من المعالم والمنحوتات في الدولة من أباريق الشاي وأباريق الماء وآلات صنع القهوة لترمز إلى كرم ضيافة الشعب الإماراتي. نظرًا لتاريخ الغوص لجلب اللؤلؤ في الإمارات، يمارس في بعض الأحيان الإبحار والأنشطة الأخرى في البحر . تلعب ثمار التمر دورًا مهمًا في الحياة الإماراتية نظرًا لبروزها عبر التاريخ الإماراتي في الزراعة. وعاء القهوة العربي مع صنبور رفيع ممدود يسمى دلة هو رمز وطني آخر وعلامة على الكرم الإماراتي.

## التركيبة السكانية
بلغ عدد سكان دولة الإمارات العربية المتحدة حسب تقديرات يوليو/تموز 2014 5.628.805 نسمة بنسبة النمو: 2.71%. وبلغ عدد السكان حسب إحصاء عام 2010 8 264 070 نسمة يشكل المواطنون نسبة 16% من إجمالي عدد السكان الذي يمثل 980 ألف مواطن و7.32 ملايين مقيم. أكثر إماراتيون في عدد السكان هما إمارة أبو ظبي وإمارة دبي تليهما إمارة الشارقة ثم باقي الإمارات. وتعد إمارة رأس الخيمة الأعلى كثافة بالنسبة للمواطنين الإماراتيين بعدد يصل حوالي النصف مليون مواطن، سعت الدولة جاهدة في حل مشكلة خلل التركيبة السكانية.
بلغ عدد سكان الإمارات العربية المتحدة اعتبارًا من عام 2019 9.7 مليون نسمة  وأقلية من الإماراتيين. يبلغ عدد مواطني دولة الإمارات مليون. إحصائيات مواطني دولة الإمارات لعام 2018 كالتالي:
| الإمارة                  | ذكور    | إناث    | مجموع     | مرجع   |
| ------------------------ | ------- | ------- | --------- | ------ |
| أبوظبي                   | 204,108 | 200,438 | 404,546   |        |
| عجمان                    | 21,600  | 20,586  | 42,186    |        |
| دبي                      | 127,641 | 126,959 | 254,600   | [ 56 ] |
| إمارة الفجيرة            | 32,486  | 32,374  | 64,860    |        |
| إمارة رأس الخيمة         | 49,181  | 48,348  | 97,529    |        |
| الشارقة                  | 78,818  | 74,547  | 153,365   |        |
| أم القيوين               | 8,671   | 8,811   | 17,482    |        |
| الإمارات العربية المتحدة | 522,505 | 512,063 | 1,034,568 |        |

وقد ارتفع عدد سكان دولة الإمارات خلال العام 2023 بنسبة 4%  بزيادة نحو 390 ألف نسمة، ليصل العدد الإجمالي إلى 10.678 مليون نسمة، مقارنة بالعام الذي سبقه (2022)، الذي بلغ حينه 10.289 مليون نسمة.

## اللغة
اللغة العربية هي اللغة الرسمية للدولة. وتسود اللهجة الخليجية بين أفراد الشعب الإماراتي.
اللغة العربية الإماراتية هي مجموعة متنوعة من اللهجات العربية المستخدمة في الإمارات العربية المتحدة. يتكلم الإماراتيون اللهجة الخليجيةالعربية، الأتشومية، الفارسية، البلوشية، الشحوحية العربية، السواحلية، المهرية واللواتية.
وفي مسعى لها لإيقاف تراجع استخدام اللغة العربية فيها، تدخلت السلطات الإماراتية لصالح اللغة العربية، وأقرت الحكومة الإماراتية  برئاسة الشيخ محمد بن راشد آل مكتوم، اعتماد اللغة العربية لغة رسمية في جميع المؤسسات والهيئات الاتحادية في كافة إمارات الدولة وتشكيل مجلس التنسيق والتكامل التعليمي على مستوى الإمارات، وجاء تدخل السلطات الإماراتية بعد أن تراجع استخدام اللغة العربية داخل أراضيها، لتصبح في المرتبة الرابعة بين اللغات العشر المستخدمة في الدولة، علما بأن المادة السابعة من الدستور الإماراتي تنص على عروبة الدولة وأن اللغة العربية هي الأولى، إلا أن الواقع الإماراتي يشير إلى ان اللغة الإنجليزية هي اللغة الأولى في البلاد.

## الثقافة
ترتكز الثقافة الإماراتية على الثقافة العربية وقد تأثرت بالدين الإسلام. يظهر التأثير العربي على الثقافة الإماراتية بشكل ملحوظ في العمارة الإماراتية التقليدية. منذ القرن العشرين، أصبحت البلاد أكثر عالمية وأصبحت جوانب الثقافة الغربية مرئية للغاية هنا.

### القيم
وتأثير الثقافة الإسلامية على العمارة والموسيقى والملابس والمطبخ وأسلوب الحياة الإماراتي بارز للغاية. المسلمون مدعوون للصلاة خمس مرات كل يوم من مآذن المساجد المنتشرة في جميع أنحاء البلاد. وتكون عطلة نهاية الأسبوع يوم الجمعة بسبب كونها أقدس يوم للمسلمين. معظم البلدان الإسلامية لديها يوم الجمعة والسبت عطلة نهاية الأسبوع أو الخميس والجمعة. الأعياد الكبرى في دبي تشمل عيد الفطر، الذي يصادف نهاية شهر رمضان، والعيد الوطني (2 ديسمبر)، الذي يصادف تشكيل دولة الإمارات العربية المتحدة.
صرح بعض التربويين الشرقيين والأكاديميين الثقافيين أن الفخامة وبعض البذخ سمة من سمات الثقافة الإماراتية.

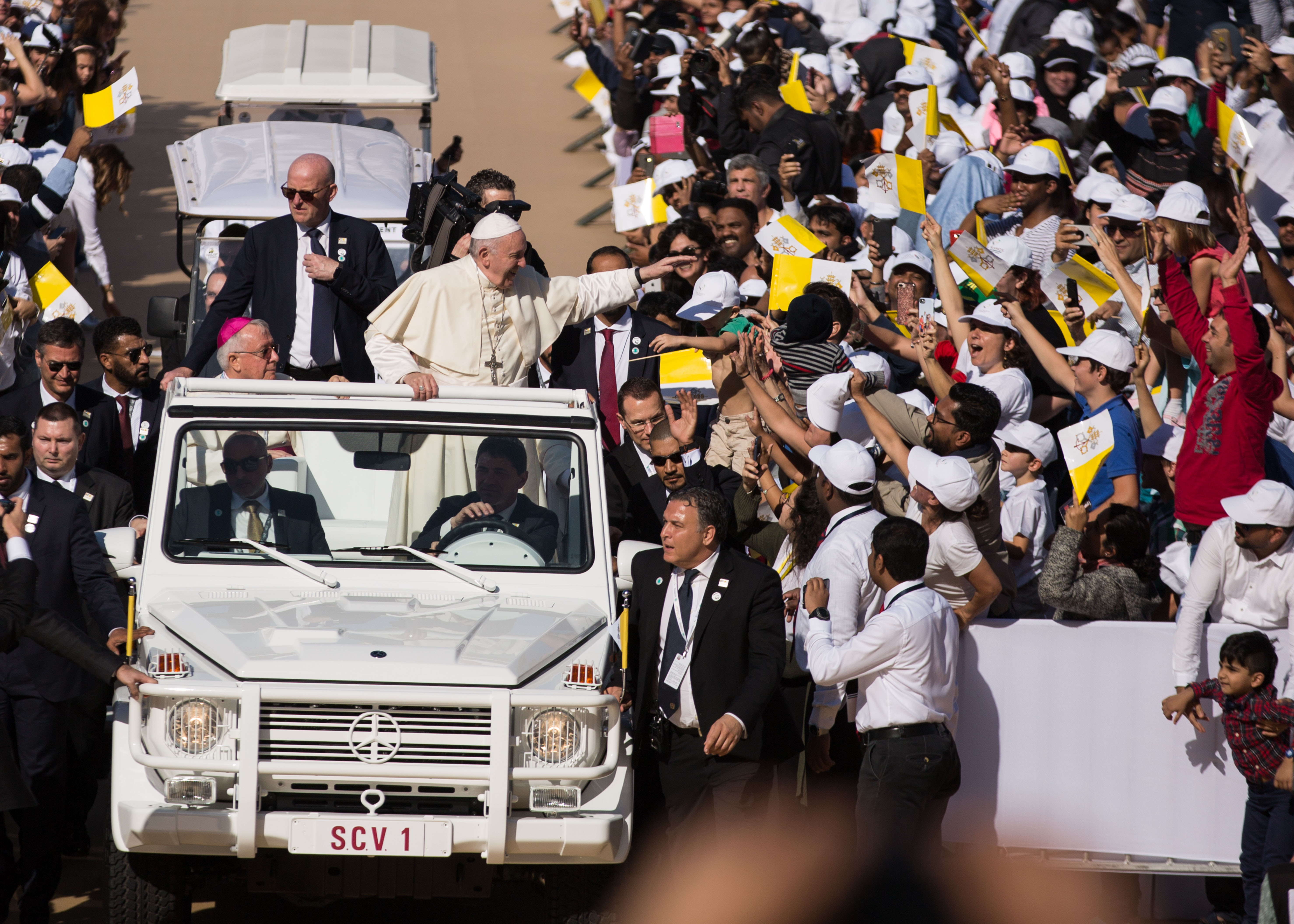
البابا فرنسيس يحيي الجموع في أبو ظبي

تعزز قوانين الامارات قيم الاحترام والمساواة بين أفراد الشعب، وتجرّم الكراهية والعصبية وأسباب الفرقة والاختلاف،حيث تحتضن الامارات أكثر من 200 جنسية مختلفة  وقد شاركت في مختلف الاتفاقيات والمعاهدات الدولية المختلفة التي ترتبط بنبذ العنف والتطرّف والتمييز العنصري واستحدثت  دولة الامارات وزارة التسامح بهدف تنمية روح الاحترام المتبادل والتعايش السلمي بين جميع سكان الدولة، وبناء جسور التفاهم والتواصل والحوار ونبذ العنف والتمييز والكراهية، وتشجيع الحوار بين الأديان 
وتعمل دولة الإمارات مع شركائها في مختلف أنحاء العالم على رفع مستويات التسامح على المستوى العالمي،ففي فبراير 2019، توجه البابا فرنسيس، بابا الكنيسة الكاثوليكية إلى دولة الإمارات،بعد تلقيه دعوة من الشيخ محمد بن زايد آل نهيان، ولي عهد أبوظبي. وقد مثّلت الزيارة البابوية الأولى إلى شبه الجزيرة العربية،  كما وقَّع  البابا فرنسيس و الدكتور أحمد الطيب، شيخ الأزهر الشريف ورئيس مجلس حكماء المسلمين، وثيقة الأخوة الإنسانية من أجل السلام العالمي والعيش المشترك.

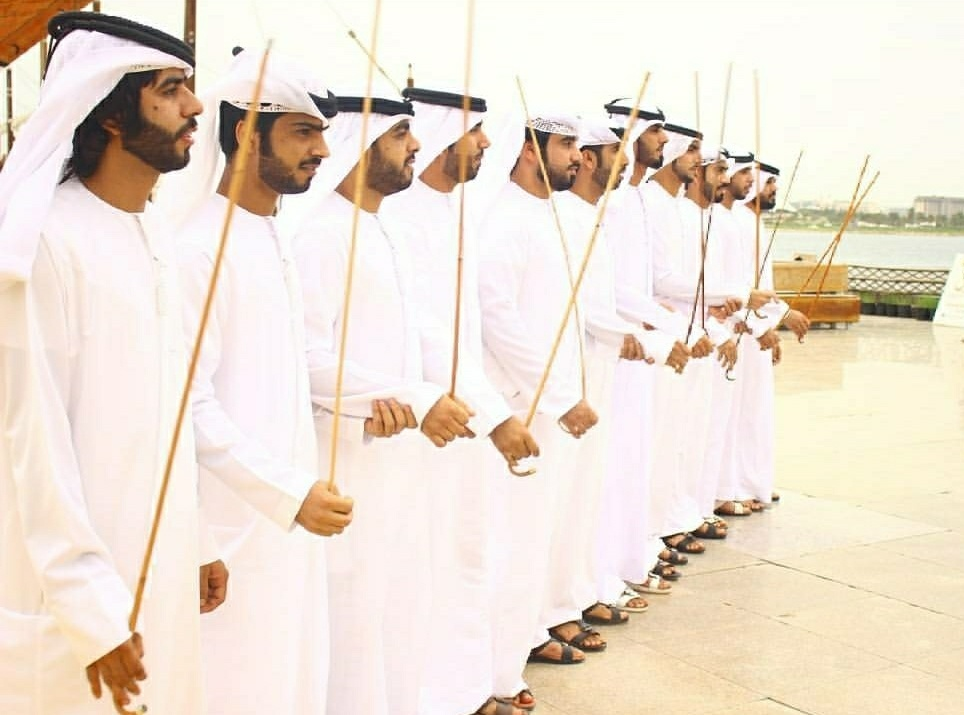
فرقة إماراتية تؤدي رزفة في حفل زفاف إماراتي. الرزفة هي رقصة ثقافية مشتقة من معارك السيف بين القبائل العربية.

### التراث الثقافي غير المادي
سجلت الإمارات ثمانية عناصر على قائمة التراث الثقافي غير المادي للبشرية التي تعتمدها منظمة الأمم المتحدة للتربية والثقافة والعلوم وقد ضمت كلاً من: الصقارة، والسدو، والعيالة، والرزفة، والتغرودة، والقهوة العربية والمجلس، والعازي.

### الموسيقى الإماراتية
تختلف الموسيقى الإماراتية من منطقة إلى أخرى، فتنقسم الفنون الشعبية الإماراتية إلى أربعة أقسام: البحرية والبدوية والسهلية والجبلية وهي مختلفة عن بعضها فمنها ما يقدم دون إيقاعات، وهي فنون تؤدى عادةً بشكل جماعي وفي مناسبات عديدة مواكبة للعادات والتقاليد والمناسبات.
وتقاليد دولة الإمارات هي جزء من التقاليد الخليجية العربية، وكما هو معروف عن البدو الموسيقى الشعبية، ومنها اليولة التي هي نوع من الموسيقى والرقص يؤديها أساسا في المجتمعات المحلية للشعوب البانتو من منطقة البحيرات الكبرى في أفريقيا وخلال احتفالات الغناء والرقص وقعت أيضا والعديد من الأغاني والرقصات، وتنتقل من جيل إلى جيل، وقد نجا إلى الوقت الحاضر. وترقص الفتيات الصغيرات بتأرجح شعرهن الأسود الطويل وتتمايل أجسادهم وفق إيقاع قوي من الموسيقى. ويعيد الرجال تمثيل المعارك التي خاضوها أو رحلات الصيد الناجحة، في كثير من الأحيان يؤدون ذلك رمزيا باستخدام العصي والسيوف، أو بنادق، العيالة المعروفة في أبو ظبي ودبي. الموسيقى الأخرى هي موسيقى الشلات التي لا تحتوي على أي نوع من الآلات.
وأبرز الملامح الموسيقى الإماراتية، العزف على آلة الطنبورة الوترية، والطبل الكبير (الشيندو)، إضافة آلة المزمار (الأنديما)، أو ما يطلق عليها شعبياً (الهبّان).

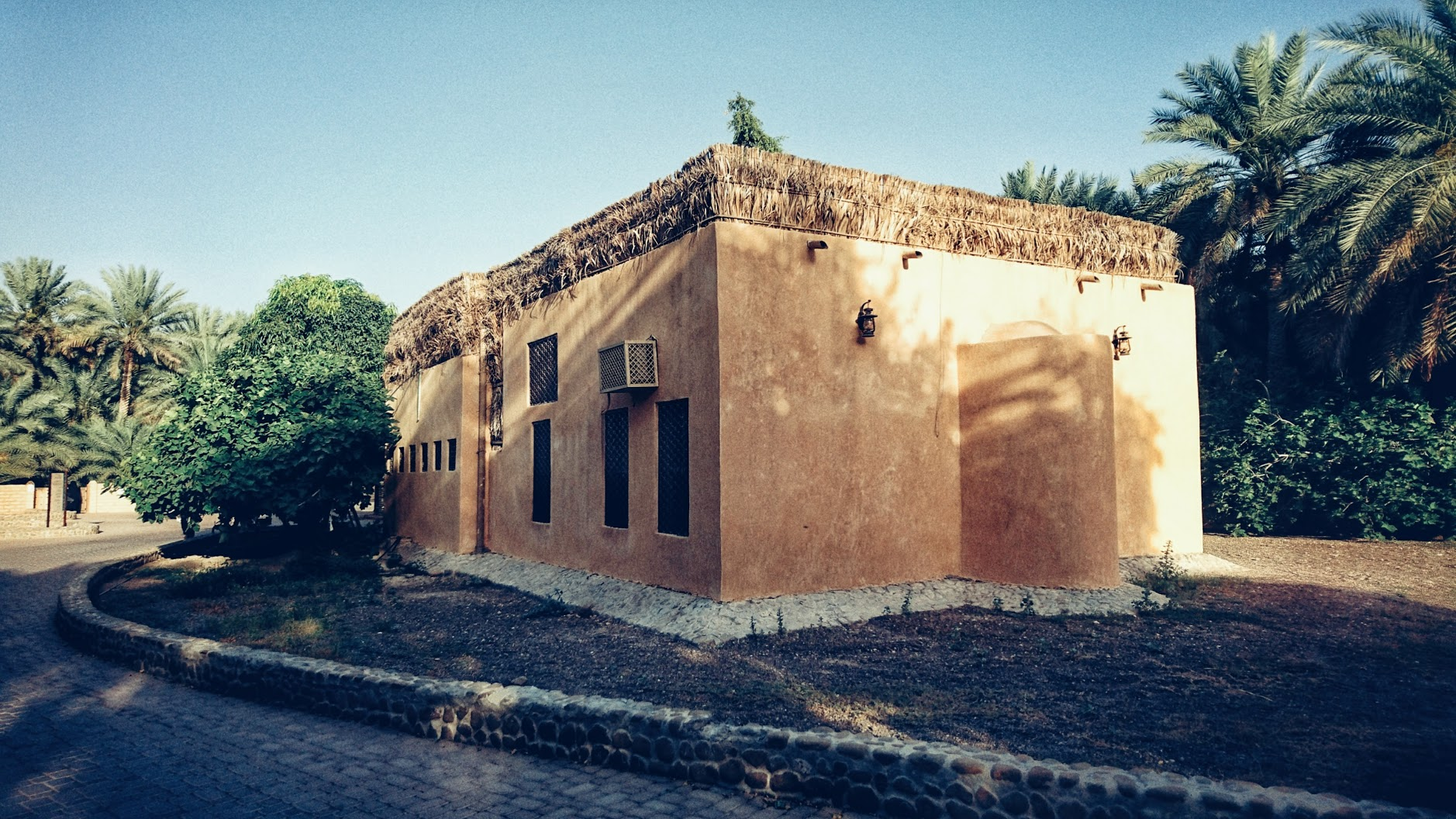
واحة العين

### التراث
ضمت اليونسكو واحة العين في مدينة العين الإماراتية لقائمتها للتراث العالمي كأول موقع إماراتي تجري إضافته، وفي عام 2014 اعتُمِدت مدينة الشارقة عاصمة للثقافة الإسلامية من قبل المنظمة الإسلامية للتربية والعلوم والثقافة، واختارت اليونسكو ذات المدينة عاصمة عالمية للكتاب في عام 2019.

## الدين
الإسلام هو الدين الرسمي للدولة في دولة الإمارات العربية المتحدة وتتبع الحكومة سياسة التسامح مع وجود الديانات الأخرى وذلك من خلال وزارة التسامح.
هناك ما يقرب من 31 كنيسة جميع أنحاء البلاد، ومعبد هندوسي في منطقة بر دبي، ومعبد سيخ غوردوارا (أكبرها يقع في منطقة جبل علي في دبي)، ومعبد بوذي في القرهود في دبي. وجميع الإماراتيين -الذين يحملون الجنسية الإماراتية- هم مسلمون تقريباً، حيث يشكل السنة 78% منهم والشيعة 22%، كما يوجد عدد قليل من الطائفة الإسماعيلية والجماعة الأحمدية. تتبع أسرتا آل نهيان وآل مكتوم الحاكمتان في الإمارات المذهب المالكي وهو أحد المذاهب عند المسلمين السنة.
تشير تقديرات غير رسمية إلى أنه على الأقل يوجد 15% من تعداد سكان الإمارات -المواطنين وغير المواطنين- هم من الهندوس و5% بوذيين و5% ينتمون إلى مجموعات دينية أخرى منها المسيحية والبارسيين والبهائية والسيخية. تختلف هذه التقديرات عن نتائج الإحصاء السكاني وذلك لأن الإحصاء السكاني في الإمارات لا يحتسب المقيمين غير الإماراتيين الذين يقيمون في البلاد بشكل مؤقت، كما أنه يحتسب البهائيين والدروز على أنهم مسلمين.
ينص الدستور على حرية الدين وفقاً للعادات المتبعة وتحترم الحكومة بشكل عام هذا الحق قي الممارسة وقد أعلن الدستور الاتحادي الإسلام كدين رسمي للدولة.لم تحدث أية تغييرات في أوضاع احترام الحرية الدينية. كما تشجع دولة الإمارات العربية المتحدة اعتناق الدين الإسلامي لمن يرغب في دولة الإمارات.

جواز السفر الإماراتي

## جواز السفر الإماراتي
في يوليو 2023،تصدر جواز السفر الإماراتي المرتبة الأولى عالمياً من حيث القوة حسب التصنيف العالمي على موقع باسبورت إندكس. ويتيح الجواز لحامله دخول 179 دولة، منها 134 دولة بلا تأشيرة مسبقة، 45 دولة بتأشيرة إلكترونية أو لدى الوصول للمطار.

## الشتات
توجد أصول إماراتية، نتيجة الهجرة، في أجزاء أخرى من العالم، وعلى الأخص في شبه الجزيرة العربية وأوروبا وأمريكا الشمالية. يُنظر إلى التقديرات السكانية على أنها تضم جالية صغيرة جدًا، ويرجع ذلك أساسًا إلى أن الإمارات العربية المتحدة توفر لهم أكثر من مزايا الرعاية الاجتماعية الكافية، مما يلغي الحاجة إلى العيش والعمل في البلدان المتقدمة الأخرى.

## روابط خارجية
- مرشد  محمد أحمد (2010). إماراتيون كيف نجحوا؟. دار العالم العربي،. ISBN:978-9948-15-453-2. OCLC:1158802097. مؤرشف من الأصل في 2020-12-15.